# Cyklotrasa Jihem Černého lesa
Cyklostezka Jihem Černého lesa (německy Südschwarzwald-Radweg) je 264 kilometrů dlouhá okružní cyklotrasa v oblasti jihu Černého lesa. Naprostá většina cyklotrasy vede územím německé spolkové země Bádensko-Württembersko, ale součástí jsou zajížďky do francouzského Alsaska a švýcarské Basileje.
Krátkou část trasy od Rýna z Freiburgu nahoru do Černého lesa je doporučeno jet vlakem, čímž se ušetří 25 kilometrů vzdálenosti a půl kilometru stoupání. Zbytek okruhu se pak vede především z kopce nebo po rovině. Prakticky celá trasa vede po asfaltu, nebo zpevněných lesních cestách.